# Шевелефф, Хенри
Хенри Шевелефф (фин. Henri Scheweleff; 15 апреля 1983, Вааса) — финский футболист, выступал за сборную Финляндии.

## Биография

### Клубная карьера
Дебютировал в высшей лиге Финляндии в составе клуба ВПС, за который в сезонах 2001 и 2002 сыграл 35 матчей и забил 13 голов. С 2003 по 2005 год выступал в другом финском клубе «Тампере Юнайтед», откуда по ходу сезона 2005 перешёл в шведский «Эргрюте». Провёл за команду 12 матчей в высшей лиге, но по итогам сезона 2006 вылетел в низший дивизион и, сыграв 1 матч в Суперэттан, в начале 2007 года вернулся в Финляндию, где играл в высшей лиге за ВПС и «Тампере Юнайтед». Последним клубом в его профессиональной карьере стал клуб третьего дивизиона «Ильвес», где он играл с 2010 по 2012 год.

### Карьера в сборной
Участник юношеского чемпионата Европы 2001 (до 18 лет), на турнире сыграл во всех трёх матчах группового этапа и отметился голом в игре с Украиной (1:1).
За основную сборную Финляндии сыграл 3 товарищеских матча. Дебютировал 3 декабря 2004 года в матче на кубок Премьер-министра Бахрейна против сборной Омана. В марте 2005 года сыграл в товарищеских встречах против Кувейта и Саудовской Аравии.